# Элисеефф, Дженнифер
Дженнифер Хартт Элисеефф (Елисеефф, англ. Jennifer Hartt Elisseeff, род. 25 сентября 1973) — североамериканский биомедицинский инженер, офтальмолог и академик. Она является профессором Мортона Голдберга и директором Центра трансляционной инженерии тканей при кафедре биомедицинской инженерии Джонса Хопкинса и Глазном институте Уилмера с назначениями в области химической технологии, биомедицинской инженерии, материаловедения и ортопедической хирургии. Исследования Элисеефф находятся в области регенеративной медицины и иммуноинженерии. Она была избрана членом Американского института медицинской и биологической инженерии, Национальной академии изобретателей и молодым глобальным лидером Всемирного экономического форума. В 2018 году она была избрана в Национальную инженерную академию за «разработку и коммерческий перевод инъекционных биоматериалов для регенеративной терапии». В том же году она также была избрана в Национальную медицинскую академию, а в 2019 году получила награду директора Национального института здравоохранения. Её исследования цитировали более 23 000 раз, а её индекс Хирша превышает 75.

## Образование и академическая карьера
Элисеефф училась в Университете Карнеги — Меллона, чтобы получить высшее образование в области химии с упором на науку о полимерах. Затем она поступила в докторантуру по программе медицинских наук и технологий Гарвардского университета и Массачусетского технологического института под руководством Роберта Лэнджера. Позже она была научным сотрудником Национального института общих медицинских наук, исследовательской программы по фармакологии, где она работала в Национальном институте стоматологических и черепно-лицевых исследований.
Первоначально она была принята на работу в Университет Джонса Хопкинса в 2003 году в качестве доцента с совместными должностями в области биомедицинской инженерии и ортопедической хирургии. Здесь Элисеефф занималась клиническими разработками и переводом биомедицинских исследований.

## Карьера в бизнесе
В 2004 году Элисеефф стала соучредителем Cartilix, Inc., которая была приобретена производителем медицинского оборудования Biomet Inc в 2009 году. В 2009 году она также основала Aegeria Soft Tissue и Tissue Repair. Дженнифер Элисеефф входит в состав научных консультативных советов компаний Bausch & Lomb, Kythera Biopharmaceutical и Cellular Bioengineering Inc. Элисеефф также входила в правление Корпорации развития технологий штата Мэриленд (TEDCO).

## Исследования
Текущая исследовательская группа Элисеефф находится в Центре инженерии тканей Университета Джонса Хопкинса и занимается исследованиями, связанными с тканевой инженерией, офтальмологией и иммунологией. Начиная с публикации статьи в журнале Science в 2016 году, большая часть исследований её группы была сосредоточена на выявлении реакции иммунной системы на имплантированные биоматериалы и на том, как свойства биоматериалов влияют на реакцию заживления ран.